# 滋圃报春
滋圃报春（学名：Primula soongii）为报春花科报春花属下的一个种。

## 扩展阅读
- 維基物種上的相關：滋圃报春